# Sei Lob und Ehr dem höchsten Gut
Sei Lob und Ehr dem höchsten Gut (BWV 117) ist eine Kirchenkantate von Johann Sebastian Bach.

## Geschichte
Johann Sebastian Bach komponierte diese Chorkantate in Leipzig zwischen 1728 und 1731 für keinen speziellen Anlass. Sie basiert auf einer Hymne des evangelischen Kirchenlieddichters Johann Jacob Schütz. Der Musikwissenschaftler Julian Mincham benannte zwei Möglichkeiten: Es könnte sich einerseits um eine „Allzweck“-Kantate handeln, die mit minimalen Änderungen für fast jeden Anlass verwendet werden könne; andererseits es könnte für eine Zeremonie geschrieben worden sein, wahrscheinlich für eine Hochzeit.

## Besetzung und Aufbau
Das Werk ist für drei Vokalsolisten (Alt, Tenor und Bass) und einem vierstimmigen Chor geschrieben. Die Instrumente setzen sich zwei Flöten, zwei Oboen, zwei Oboe d’amores, zwei Violinen, Bratsche und Generalbass zusammen.
Obwohl die Kantate nur zwanzig Minuten lang ist, enthält sie neun Sätze:
1. Choral: Sei Lob und Ehr dem höchsten Gut
2. Rezitativ (Bass): Es danken dir die Himmelsheer
3. Arie (Tenor): Was unser Gott geschaffen hat
4. Choral: Ich rief den Herrn in meiner Not
5. Rezitativ (Alt): Der Herr ist noch und nimmer nicht
6. Arie (Bass): Wenn Trost und Hülf ermangeln muss
7. Arie (Alt): Ich will dich alle mein Leben lang
8. Rezitativ (Tenor): Ihr, die ihr Christi Namen nennt
9. Choral: So kommet vor sein Angesicht.

## Musik
Simon Crouch merkte an, dass diese Kantate „vom Geist des Tanzes durchdrungen“ sei, insbesondere aufgrund der häufigen Verwendung von Dreier-Metrum und der Dominanz des Dur-Tongeschlechts.
Der Eröffnungschor wurde als Choral-Fantasie komponiert, in der die Sopranistin die Choralmelodie singt und die tieferen Stimmen Akkordharmonien erzeugen. Das lange instrumentale Ritornell, das aus Streichinstrumenten (mit Oboen und Flöten) und Generalbass zusammengesetzt ist, erscheint zu Beginn des Satzes und vier Takte vor dessen Ende.
Der zweite Satz ist als Bass-Rezitativ geschrieben, das sich vor allem durch seinen letzten Vers auszeichnet: Bach wiederholt den Vers viermal in einem Arioso. Der Text handelt von einem Dank, der den Hörer ermutigen soll, Gott Ehre zu erweisen.
Die Tenor-Arie übernimmt den Moll-Modus, obwohl der Text weiterhin optimistisch ist. Harmonisch besteht der Satz aus vier kontrastierenden Versen, die aus Generalbass und zwei Oboe d’amores bestehen. Obwohl es kein notiertes Da capo gibt, erlaubt die Musik eine Wiederholung des Eröffnungsthemas.
Der Hauptchor übernimmt den Text aus der ursprünglichen Hymne, der im Gegensatz zu den meist optimistischen Sätzen der am wenigsten optimistische ist. Ungewöhnlich für eine Bach-Kantate ist die einfache Vertonung der Choralmelodie in der Mitte der Kantate und nicht am Ende. Die primäre Melodie basiert auf einer wiederholten Note und einem modalen Motiv.
Das Alt-Rezitativ ist dem Bass-Rezitativ des zweiten Satzes sehr ähnlich und variiert nur in der Fülle der Begleitung bei der Eröffnung. Wie beim ersten Rezitativ schließt es mit einem Arioso ab, in dem die letzte Textzeile wiederholt wird.
Die Bass-Arie spiegelt die frühere Tenor-Arie im Moll-Modus wider. Der Satz ist bemerkenswert für das Violinspiel und für die Wortmalerei. Der siebte Satz ist eine Alt-Arie, in der der Sänger eine persönliche Auffassung von Hingabe vertritt. Die Begleitung besteht aus Triolen der Flöte („dem Klopfen eines aufgeregten Herzschlags“) und wiederholte Akkorde der Streicher.
Das Tenorrezitativ nimmt die Stimme eines Pastors an, der seinen Anhängern predigt. Der Satz ist moduliert vom Moll-Modus nach G-Dur im letzten Satz.
Ungewöhnlich für Bach, der Kantaten oft mit einem einfachen vierstimmigen Chorsatz abschließt, wiederholt der Schlusschor die Musik des ersten Satzes mit einem Text, der den Hörer zum Singen und Tanzen auffordert.

## Aufnahmen
- Thomanerchor / Gewandhausorchester. Bach Made in Germany, vol. 1. Eterna, 1949.
- Göttinger Stadtkantorei / Frankfurter Kantatenorchester. J.S. Bach: Cantatas BWV 93 & BWV 117. Vanguard, 1960.
- Kantorei der Karlshöhe Ludwigsburg / Stuttgarter Bachorchester. Das Kantatenwork. FSM, 1973.
- Gächinger Kantorei, Württembergisches Kammerorchester Heilbronn, Helmuth Rilling: BWV 117, BWV 145, BWV 174 (in der Reihe Die Bach Kantate). Hänssler, 1985.
- Amsterdam Baroque Orchestra & Choir, Ton Koopman J.S. Bach: Complete Cantatas, Vol. 19. Antoine Marchand, 2005.